# Hercules and Love Affair (album)
Hercules and Love Affair è il primo ed eponimo album del gruppo musicale di musica elettronica Hercules and Love Affair, pubblicato il 10 marzo 2008 in Regno Unito ed Europa e il 24 giugno negli Stati Uniti.
Il disco è stato promosso dai singoli Classique #2 e in particolare da Blind, canzone di successo cantata insieme a Anohni.

## Tracce
1. Time Will – 4:34
2. Hercules Theme – 4:30
3. You Belong – 4:12
4. Athene – 4:00
5. Blind – 6:18
6. Iris – 4:16
7. Easy – 5:22
8. This Is My Love – 4:58
9. Raise Me Up – 3:52
10. True/False, Fake/Real – 4:33
11. Classique #2 (Edit) (US bonus track) – 6:11
12. Roar (US bonus track) – 5:33
13. I'm Telling You (iTunes bonus track) – 3:41

## Classifiche
| Classifiche (2008)    | Posizione raggiunta |
| --------------------- | ------------------- |
| Classifica belga      | 12                  |
| Classifica irlandese  | 44                  |
| Classifica norvegese  | 18                  |
| Classifica svedese    | 23                  |
| Classifica britannica | 31                  |
| Classifica italiana   | 33                  |
| Classifica spagnola   | 84                  |